# Une offensive signée Langelot
Une offensive signée Langelot est le huitième roman de la série Langelot, écrite par le Lieutenant X (Vladimir Volkoff). Ce roman a été édité pour la première fois en 1968, dans la Bibliothèque verte, où il porte le numéro 353.

## Trilogie deMonsieur T
Le roman prend place au sein d'une trilogie :
- Langelot contre Monsieur T (démantèlement de l'antenne allemande du réseau TT)
- Langelot pickpocket (démantèlement des antennes britannique et italienne du réseau TT)
- Une offensive signée Langelot (démantèlement de l'antenne française du réseau TT)

## Personnages

### «Les gentils»
- Langelot : jeune agent du Service National d'Information Fonctionnelle, 1,68 m, blond, orphelin.
- Capitaine Montferrand : le chef bienveillant de Langelot en qui il voit un fils.
- Roche-Verger : savant à la fois fantaisiste et patriote, farceur, veuf, modeste, efficace.
- Hedwige Roche-Verger (dite Choupette) : la fille du professeur, lycéenne.

### «Les méchants»
- « Monsieur T. » (Thomas Thorvier) : polytechnicien devenu mégalomane, maléfique et obèse.
- Philipe Axe : chef de l’antenne française du réseau de Monsieur T.
- Riri-qu'aime-à-rire : son second.

### Autres personnages
- Commissaire Didier : commissaire divisionnaire de la Direction de la Surveillance du territoire, gros et perpétuellement essoufflé.
- Anatole Rance : homme obèse et sosie (sommaire) de Monsieur T. ; comédien retraité de la Comédie-Française ; assassiné par Philippe Axe.
- Horace Kauf : homme obèse et sosie (approximatif) de Monsieur T. ; poinçonneur du métro.
- M. des Bruchettes : attaché ministériel.
- Alice Despoir : speakerine de la télévision.
- Claudius Jacob : directeur d'un grand journal quotidien.

## Résumé
Le roman est formellement divisé en trois parties de longueurs inégales.

### Première partie (10 et 11 mars)
10 mars, vers 21 h. Le professeur Roche-Verger regarde tranquillement la télévision avec sa fille Choupette. Soudain le bulletin météo s'interrompt ; le visage d'un monstrueux inconnu, au surplus cul-de-jatte, « Monsieur T », s’impose à l’écran et annonce que, chef suprême du réseau « Terreur Totale », il va instaurer une dictature mondiale d'ici le 13 mars.
La télévision française fait croire ensuite qu'il ne s'agissait que d'une publicité.
Roche-Verger délègue sa fille Choupette pour enquêter : qui a passé l'annonce ? Choupette va aux renseignements et apprend qu'une agence dénommée F.E.A. a été créée la veille par Montferrand et par Langelot pour donner le change à l’opinion publique. Les autorités savent qu'elles ont trois jours pour localiser l’introuvable Monsieur T. 
Langelot est chargé de trouver des sosies éventuels de Monsieur T pour substituer le soir du 11 mars un autre message à la place de celui du mégalomane, afin de rassurer l'opinion publique. L'un de ces sosies s'appelle Anatole Rance (jeu de mots de l’auteur avec Anatole France). Lorsque Langelot se présente au domicile de cet homme, il constate que ce dernier vient d'être assassiné d'un coup de poignard. L'auteur du meurtre est Philippe Axe, chef du réseau Terreur Totale en France.
Langelot se rend au domicile d'un second sosie, Horace Kauf, qui réside à Villeneuve-Saint-Georges. Celui-ci est vivant. Langelot l'emmène pour enregistrer un faux message devant être diffusé le soir même. Il ignore que des agents du réseau TT ont retourné Monsieur Kauf, profitant de sa naïveté et de son appât du gain pour le convaincre de réciter de tête un autre texte.
Le soir venu, le message est lu en direct par M. Kauf, qui en modifie la fin, annonçant la prise du pouvoir par Monsieur T, à la grande stupeur des autorités : le réseau « Terreur Totale » va lancer l'opération « Crépuscule » dans les heures à venir. Le temps de réaliser ce que dit Horace Kauf à l'antenne, les autorités perdent quelques secondes pour couper la diffusion ; le mal est fait.

### Deuxième partie (12 mars, matin et après-midi)
Monsieur T, pour sa part, a ordonné l’enlèvement de M. Kauf. L'opération est réalisée avec professionnalisme par Philippe Axe.
Il a aussi ordonné celui du professeur Roche-Verger. Ce dernier, après avoir déjoué une première tentative d'enlèvement organisée très maladroitement par Riri-qu'aime-à-rire, se laisse faire lors de la seconde tentative d'enlèvement. Il a le temps de laisser un message codé sous la forme d'une devinette-rébus qui indique ce qu'il a "mangé en dessert". Il annonce qu'il sait qui est Monsieur T : il s'agit d'un ancien camarade de l'école Polytechnique, Thomas Thorvier, homme brillant, perturbé mentalement.

### Nouveau message
Le soir du 12 mars, le second message enregistré par Horace Kauf (avant son enlèvement) sous la supervision étroite des autorités (pour empêcher toute modification) est diffusé. À la stupéfaction de tous, le message diffusé a été remplacé par un discours de Monsieur T., qui annonce des destructions spectaculaires dans les heures à venir : la Tour Eiffel va être raccourcie, le siège de l'ONU à New York va être rasé, des puits de pétrole en Arabie saoudite vont être anéantis. Ces actions prochaines vont, selon Monsieur T, plonger le monde dans la stupeur ainsi que dans le chaos.
Comme la veille, la diffusion est interrompue au bout d'une dizaine de secondes. La diffusion du message et le remplacement de la cassette initiale par une cassette falsifiée montre que Monsieur T dispose de complicités bien placées.

### Démantèlement du réseau
Langelot découvre le sens caché du rébus de Roche-Verger : sa signification « facile » avait été découverte par tout le monde (dépêche-ange-lé = des pêches en gelée) ; Langelot découvre le sens occulte (poster-met-heure = poste émetteur). Roche-Verger a avalé un émetteur radio miniaturisé. 
Grâce à des mesures trigonométriques, le savant est retrouvé, retenu prisonnier dans Paris, à l'hôtel de luxe Piazza-Triomphe. 
Les principaux membres du réseau TT sont arrêtés, à commencer par Philippe Axe, qui déclare ne pas savoir où se trouve Monsieur T.

### Révélations finales
Langelot, qui a découvert dans un ancien domicile de Monsieur T. un globe terrestre, comprend où se trouve le mégalomane : dans l'espace, en orbite à 300 km, à bord d'un satellite artificiel équipé d'un laser. Roche-Verger avait été enlevé par le fou en raison de ses recherches aérospatiales.
Langelot dévoile au passage le traître qui renseignait le réseau TT.
Roche-Verger contacte le directeur des vols spatiaux français et, avec l’aval du gouvernement, fait lancer la fusée Bradamante. Les nouvelles coordonnées ont été données au centre spatial : il s'agit de l'orbite du satellite de Monsieur T.
La fusée est lancée vers l'orbite du satellite, le percute, entraînant sa désintégration et la mort du savant fou. La technologie utilisée par Monsieur T. se retourne contre lui : c'est la même technologie, avec ses aspects positifs et négatifs, qui est utilisée par le savant maléfique et par les autorités.
Le roman se termine par la troisième intervention d'Horace Kauf à la télévision : à la demande des autorités, et pour apaiser l'opinion publique et clore toutes les craintes, il déclare que la fusée Bradamante a été lancée avec succès, détruisant comme prévu « un satellite expérimental ». La France reste en course dans la conquête de l'espace.

## Les éditions
- 1968 - Hachette, Bibliothèque verte (français, version originale), illustré par Maurice Paulin.
- 1975 puis 1982 - Hachette, Bibliothèque verte, illustré par Maurice Paulin.
- 2001 - Éditions du Triomphe, illustré par Laurent Bidot.  (ISBN 2-84378-108-6)

## Remarques autour du roman
- Une offensive signée Langelot aurait dû s'appeler Une opération signée Langelot, comme indiqué à la fin du roman précédent qui l'annonçait.
- Comme la série des James Bond et bien d'autres récits d'espionnage, cet épisode flirte avec la science-fiction et plus précisément le techno-thriller.
- L'auteur considère qu'un satellite ne peut être qu'Américain ou Soviétique. Or la France avait réussi dès 1965, soit trois ans avant la sortie du livre, à satelliser Asterix.
- Bradamante est un personnage de fiction de la littérature de la Renaissance italienne et l'une des grandes héroïnes martiales de la littérature. Combattante aguerrie, elle porte une lance magique qui désarçonne tous ceux qu'elle touche. Ce nom pour la fusée a été choisi par l'auteur en raison, sans doute, des caractéristiques de l'héroïne et pour son euphonie avec la fusée Diamant.